# A. S. J. Carnahan

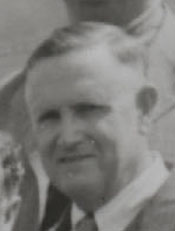
A. S. J. Carnahan

Albert Sidney Johnson Carnahan (* 9. Januar 1897 bei Ellsinore, Carter County, Missouri; † 24. März 1968 in Rochester, Minnesota) war ein US-amerikanischer Politiker. Zwischen 1945 und 1961 vertrat er zweimal den Bundesstaat Missouri im US-Repräsentantenhaus.

## Werdegang
Albert Carnahan, meistens nur nach seinen Initialen „A. S. J.“ genannt, war der Vater von Gouverneur und US-Senator Mel Carnahan (1934–2000). Sein 1958 geborener Enkel Russ Carnahan vertritt seit 2005 ebenfalls den Staat Missouri im US-Repräsentantenhaus; dessen jüngere Schwester Robin ist Secretary of State von Missouri. Außerdem war seine Schwiegertochter Jean Carnahan im Jahr 2002 US-Senatorin. Carnahan war während der Endphase des Ersten Weltkrieges in den Jahren 1918 und 1919 Soldat der United States Navy. Danach besuchte er bis 1926 das State Teachers College in Cape Girardeau. Daran schloss sich ein Studium an der University of Missouri in Columbia an, das er 1934 beendete. In den folgenden Jahren arbeitete Carnahan als Highschoollehrer. Er war auch in der Schulverwaltung tätig.
Politisch war er Mitglied der Demokratischen Partei. Bei den Kongresswahlen des Jahres 1944 wurde er im achten Wahlbezirk von Missouri in das US-Repräsentantenhaus in Washington, D.C. gewählt, wo er am 3. Januar 1945 die Nachfolge von William P. Elmer antrat. Da er im Jahr 1946 nicht bestätigt wurde, konnte er bis zum 3. Januar 1947 zunächst nur eine Legislaturperiode im Kongress absolvieren. In dieser Zeit endete der Zweite Weltkrieg.
Nach seinem vorübergehenden Ende seiner Zeit im Kongress war Carnaham Schulrat in Ellsinore. Im Jahr 1948 wurde er erneut in das US-Repräsentantenhaus gewählt, wo er am 3. Januar 1949 Parke M. Banta ablöste, der zwei Jahre zuvor sein Nachfolger geworden war. Nach fünf Wiederwahlen konnte er bis zum 3. Januar 1961 sechs weitere Legislaturperioden im Kongress verbringen. Diese waren von den Ereignissen des Kalten Krieges und der Bürgerrechtsbewegung geprägt. In diese Zeit fiel auch der Koreakrieg. Während Carnahans Zeit als Kongressabgeordneter wurde im Jahr 1951 der 22. Verfassungszusatz ratifiziert.
Im Jahr 1960 wurde A. S. J. Carnahan von seiner Partei nicht mehr zur Wiederwahl nominiert. Von 1961 bis 1963 war er Botschafter der Vereinigten Staaten in Sierra Leone. Er starb am 24. März 1968 in der Mayo-Klinik in Rochester.